# جيمس إدوين راي
جيمس إدوين راي (بالإنجليزية: James Edwin Ray)‏ هو ضابط أمريكي، ولد في 25 أغسطس 1941 في لونغفيو في الولايات المتحدة.